# Scolica enchiriadis
Scolica enchiriadis é um tratado anónimo de teoria musical do século IX e um comentário à obra Musica enchiriadis. Estes tratados foram uma vez atribuídos a Hucbaldo mas actualmente tal não é reconhecido.
O Scolica enchiriadis está escrito num diálogo tripartido, e apesar de ser um comentário ao Musica enchiriadis, é quase três vezes maior que ele. Muita da teoria discutida no tratado é em reconhecimento às concepções musicais de Agostinho de Hipona, especialmente às suas afirmações sobre a importância das matemática para a música como disciplinas de natureza similar às do quadrivium. Secções mais adiantadas na obra baseiam-se na teoria musical de Boécio e Cassiodoro, dois autores do período medieval inicial e cujos trabalhos sobre música eram muito lidos e circulavam centenas de anos após suas mortes. O tratado faz uso do monocórdio para explicar relações de intervalos. O tratado também discute técnica de canto, ornamentação de cantochão e a polifonia no estilo do organum.
A escala usado no trabalho, baseada num sistema de tetracórdios, parece ter sido criada somente para uso na própria obra, em vez de ser tirada da actual prática musical. O tratado também usa um muito raro sistema de notação, conhecido como notação musical dasiana. Esta notação possui um número de símbolos que são rodados em 90 graus para representar diferentes sons.